# Distrikt Chacapalpa
Der Distrikt Chacapalpa liegt in der Provinz Yauli in der Region Junín in Zentral-Peru. Der Distrikt wurde am 28. November 1876 gegründet. Er hat eine Fläche von 186 km². Beim Zensus 2017 lebten 707 Einwohner im Distrikt. Im Jahr 1993 lag die Einwohnerzahl bei 1285, im Jahr 2007 bei 918. Sitz der Distriktverwaltung ist die 3748 m hoch gelegene Ortschaft Chacapalpa mit 265 Einwohnern (Stand 2017). Chacapalpa liegt am Westufer des Río Mantaro 28 km südöstlich der Provinzhauptstadt La Oroya. Die Bahnlinie von Lima über La Oroya nach Huancayo führt an Chacapalpa vorbei.

## Geographische Lage
Der Distrikt Chacapalpa liegt im Andenhochland im Südosten der Provinz Yauli. Der Distrikt liegt am Westufer des in Richtung Südsüdost fließenden Oberlaufs des Río Mantaro. Dessen rechter Nebenfluss Río Huari fließt entlang der westlichen und nördlichen Distriktgrenze nach Nordosten.
Der Distrikt Chacapalpa grenzt im äußersten Südwesten an den Distrikt Suitucancha, im Westen an den Distrikt Huay-Huay, im Norden und im Osten an den Distrikt La Oroya sowie im Süden an den Distrikt Canchayllo (Provinz Jauja).